# José Guadalupe Aguilera
José Guadalupe Aguilera, född 5 februari 1857 i Mapimí i Durango, död 13 mars 1941 i Mexico City, var en mexikansk geolog och professor. Han var en lärjunge till Antonio del Castillo Patiño och med honom medgrundare till Mexikos geologiska institut inom universitet UNAM i Mexico City. Efter Castillos bortgång 1895 ledde Aguilera skolan fram till 1915. 1937 tilldelades han hederstiteln doktor honoris causa av universitetet. Hans främsta kunskapsämnen var inom mineralforskning och vulkanism och hans studier har lett till flera böcker och tabeller.
Två orter i kommunen Canatlán i Durango har döpts i hans ära:
- José Guadalupe Aguilera (norra Canatlán)
- José Guadalupe Aguilera (södra Canatlán)